# Vô Cương
Vô Cương (giản thể: 无强; phồn thể: 無彊, trị vì: 342 TCN - 306 TCN) là vị vua cuối cùng của nước Việt trong lịch sử Trung Quốc, ông là con trai của Việt vương Vô Chuyên.
Bấy giờ, ngoài nước Thục xưng đế ở ngoài Trung Nguyên, chỉ có nước Sở và nước Việt xưng vương ngang hàng với thiên tử nhà Chu, Tề Uy Vương cho rằng nước Việt là nước nhỏ mà dám xưng vương, còn mình là nước lớn chả lẽ lại chịu lép vế nên cũng tự xưng vương. Việt vương Vô Cương thấy vậy định hưng binh hỏi tội Tề vì dám tiếm hiệu nhà Chu, Tề Uy Vương sai sứ sang thuyết phục vua Việt nên đánh Sở trước vì nước Sở còn xưng vương từ trước. Không rõ sứ giả nói gì mà Vô Cương lại nghe lời quyết định chuyển hướng tấn công Sở, không ngờ quân Sở chiến đấu cũng rất ngoan cường nên không dễ gì quân Việt đánh bại ngay được.
Năm 334 TCN, nước Sở mở đợt phản công chớp nhoáng khiến quân Việt đại bại phải tháo chạy về nước, Vô Cương dẫn quân về kinh chấn chỉnh lực lượng chờ ngày tái chiến. Sở Uy Vương không cho Vô Cương có thời gian kịp phục hồi mà xua quân tiến sâu vào đất Việt, cuộc chiến lại tiếp tục giằng co dai dẳng mãi cho đến đời Sở Hoài Vương mới chính thức đánh bại được nước Việt. Kết quả đến năm 306 TCN, Việt vương Vô Cương thất trận bị giết chết, con trai thứ hai của ông là Minh Di đầu hàng được vua Sở cho cai quản vùng đất Ngô Thành nằm ở phía nam Âu Dương Đình hiệu là Âu Dương Đình Hầu, là thủy tổ của họ Âu Dương.
Nước Việt chính thức chấm dứt trở thành vùng phụ thuộc của Sở sau hơn 1500 năm tồn tại, một số tôn thất khác chạy đi những nơi xa hơn lập nghiệp khai khẩn những vùng đất hoang vu mới ở phía nam sông Mân, đó là nước Mân Việt. Hậu duệ của họ về sau đầu hàng tướng Tần là Vương Tiễn, sau khi nhà Tần diệt vong, vì có công chống Tần nên được Hán Cao Tổ cho phép tái lập nước, đến đời Hán Vũ Đế mới bị tiêu diệt hoàn toàn.